# Ballin' (Duki)
Ballin' è un singolo del rapper argentino Duki, pubblicato il 1º gennaio 2019.

## Tracce
1. Ballin' – 2:19